# Akinobu Hiranaka
Akinobu Hiranaka (平仲 明信, Hiranaka Akinobu) est un boxeur japonais né le 14 novembre 1963 à Gushikami (en), aujourd'hui Yaese.

## Carrière
Champion du Japon des super-légers en 1986 dès son 4e combat professionnel, il conserve 10 fois consécutivement ce titre avant d'affronter le champion du monde WBA de la catégorie, Juan Martin Coggi. Hiranaka perd aux points le 29 avril 1989 mais remporte cette ceinture WBA à sa seconde tentative en battant au 1er round Edwin Rosario le 10 avril 1992. Ce succès est cependant de courte durée puisqu'il s'incline dès le combat suivant face au philippin Morris East par arrêt de l'arbitre au 11e round le 9 septembre 1992. Il décide alors de mettre un terme à sa carrière.